# Svartberget-Hedkärra
Svartberget-Hedkärra este o arie protejată (arie specială de conservare — SAC, sit de importanță comunitară — SCI) din Suedia întinsă pe o suprafață de 21,3 ha, integral pe uscat.

## Localizare
Centrul sitului Svartberget-Hedkärra este situat la coordonatele 59°58′45″N 15°44′26″E / 59.9792°N 15.7406°E.

## Înființare
Situl Svartberget-Hedkärra a fost declarat sit de importanță comunitară în ianuarie 1997 pentru a proteja 1 specie de plante. Situl a fost protejat și ca arie specială de conservare în martie 2011.

## Biodiversitate
Situată în ecoregiunea boreală, aria protejată conține 2 habitate naturale: Păduri fino-scandinave bogate în ierburi cu Picea abies, Taiga vestică.
La baza desemnării sitului se află o specie protejată de  plante: Buxbaumia viridis.